# Il pastor fido (Guarini)
Il pastor fido è un dramma pastorale in endecasillabi e settenari di Giovan Battista Guarini, composto tra il 1580 ed il 1583 e ispirato a una pagina di Pausania e all'Aminta del Tasso del quale è in gran parte una riscrittura resa più complessa nella trama e nella verseggiatura. L'opera venne pubblicata per la prima volta a Venezia nel 1590, per essere poi rappresentata nel 1595 (o nel 1596) a Ferrara e nel 1598 a Mantova. Come ricordato da Matteo Tuveri nel suo saggio, degna di nota appare la rappresentazione tenutasi a Crema nel 1595: "con sontuosità di abiti, con eccellenza di musica" che rese attoniti i partecipanti.

## Storia
Il pastor fido suscitò numerose polemiche per l'inosservanza del precetto aristotelico secondo cui elementi tragici ed elementi comici non potevano essere mescolati all'interno di una medesima opera, come invece avviene nel testo del Guarini.
Il dramma, ambientato in Arcadia, è una delle più famose opere del sedicesimo secolo e può vantare più di cento ristampe. Ad esso si ispirarono numerosi compositori di madrigali, tra cui Giaches de Wert, Claudio Monteverdi, Sigismondo d'India, Alessandro Grandi, Tarquinio Merula e Heinrich Schütz. Il primo a trarne un'opera lirica fu Georg Friedrich Händel. Ne vennero tratte anche sei sonate un tempo attribuite ad Antonio Vivaldi ed oggi a Nicolas Chédeville.

## Trama

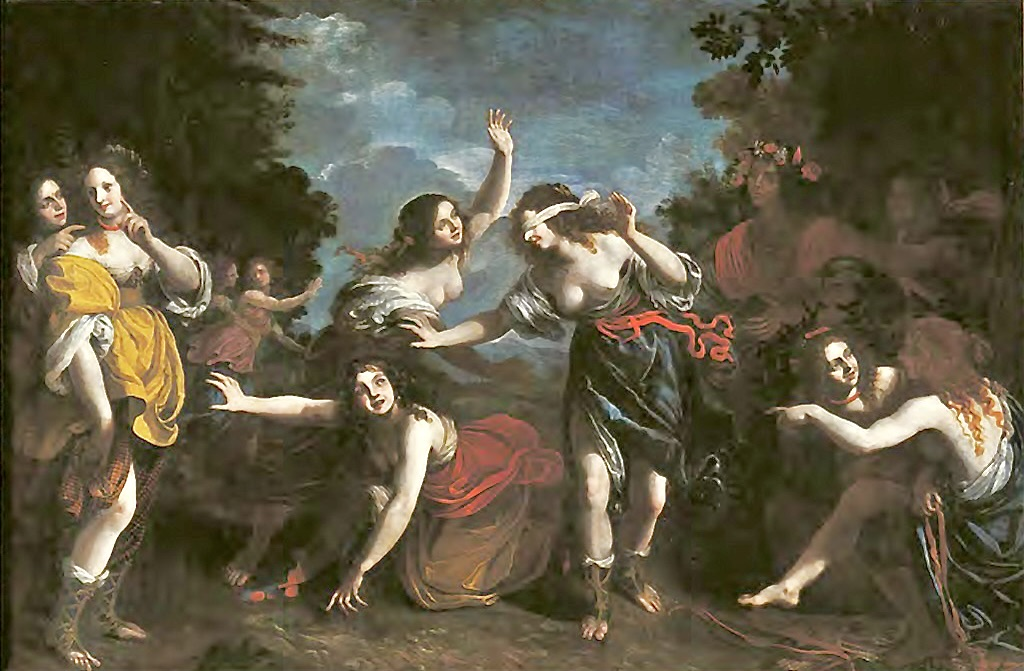
Orazio Fidani, Mosca cieca con Mirtillo, Amarilli, Corisca e le ninfe, 1654, collezione privata

Arcadia: una maledizione grava sulla mitica terra dei pastori da quando Diana, per un'offesa subita, ha imposto che ogni anno una fanciulla le venisse sacrificata, e la punizione potrà cessare solo con le nozze di due giovani di stirpe divina. Per questo Montano, sacerdote discendente da Ercole, intende unire il figlio Silvio in matrimonio con Amarilli, che discende da Pan.
Parecchi elementi si oppongono tuttavia all'unione: Amarilli ama corrisposta Mirtillo; di questo si innamora a sua volta Corisca, la quale tenta di ordire un piano per attrarre a sé il giovane; Silvio, dal canto suo, non si cura dei problemi d'amore, preferendo dedicarsi alla caccia e disinteressandosi del sentimento che Dorinda nutre nei suoi confronti.
Le trame della sensuale Corisca falliscono, mentre Amarilli e Mirtillo vengono sorpresi in una grotta, e lei è condannata a morte. A questo punto però la vicenda si scioglie nel migliore dei modi: si scopre che Mirtillo è figlio di Montano (agnizione), e così, sposando Amarilli, libera l'Arcadia dalla maledizione, mentre anche Silvio si converte all'amore unendosi con Dorinda in matrimonio. Si unisce a lei in matrimonio per pena dopo averla colpita con una freccia.

## Adattamenti
Trasposizioni operistiche:
- Il pastor fido, opera lirica di Georg Friedrich Händel del 1712
- Il pastor fido, sonate di Nicolas Chédeville (un tempo attribuite ad Antonio Vivaldi) del 1737